# Familia de medianoche
Familia de medianoche (en anglès Midnight Family) és un documental mexicà del 2019 escrit i dirigit per Luke Lorentzen. Ha estat subtitulada al català.

## Resum
Davant l'escassetat d'ambulàncies oficials per a atendre els més de 9 milions d'habitants de la Ciutat de Mèxic, el buit s'omple de manera informal amb vehicles sense llicència i paramèdics empírics que operen en contuberni amb clíniques privades. Amb proximitat i afecte, Luke Lorentzen diposita la seva atenció en una d'aquestes ambulàncies i crea un emotiu retrat dels seus propietaris i la vívida ciutat per on circulen.

## Repartiment
- Fer Ochoa com ell mateix
- Josue Ochoa com ell mateix
- Juan Ochoa com ell mateix

## Crítiques
A l'agregador de ressenyes Rotten Tomatoes, la pel·lícula té una qualificació d'aprovació del 97% basada en 71 ressenyes, amb una qualificació mitjana de 7,80 / 10. El consens crític del lloc web diu: "Tan narrativament urgent com tècnicament ben elaborat, Familia de medianoche ofereix una visió fascinant i inquietant de la salut al Mèxic modern". Metacritic, que utilitza una mitjana ponderada, va assignar a la pel·lícula una puntuació de 82 sobre 100, basada en 11 crítics, indicant "Aclamació universal".
Carlos Aguilar, va escriure per Los Angeles Times: "Els incidents de vida o mort es desenvolupen davant dels nostres ulls amb una intensa urgència, però el cineasta troba espai per respirar íntimament un grup d'herois terriblement mal pagats". Monica Castillo of TheWrap va escriure: "Midnight Family no defuig de mostrar les pressions a les quals s'enfronten per totes bandes i l'esgotament constant en la seva línia de treball, però també arribem a entendre el seu sentit de lleialtat cap als seus pacients". Nick Schager va escriure per Variety: "Midnight Family il·lustra que la compensació poques vegades apareix aquí, ja que el regateig comporta o bé disculpes educades per part dels que no poden pagar, o bé rebuigs més durs dels que simplement no estan disposats a reemborsar als paramedics pels seus problemes".

## Premis i nominacions
| Premi                                           | Categoria                                  | Nominats              | Resultat  |
| ----------------------------------------------- | ------------------------------------------ | --------------------- | --------- |
| Festival de Cinema de Sundance                  | Gran Premi del Jurat                       | Familia de medianoche | Nominat   |
| Festival Internacional de Cinema de Guadalajara | Premi Mezcal a Millor llargmetratge mexicà | Familia de medianoche | Guanyador |
| Festival Internacional de Cinema de Guadalajara | Premi Mezcal a Millor direcció             | Luke Lorentzen        | Guanyador |
| Festival Internacional de Cinema de Guanajuato  | Millor documental mexicà                   | Familia de medianoche | Guanyador |
| LXII edició dels Premis Ariel                   | Millor llargmetratge documental            | Luke Lorentzen        | Nominat   |